# Numb3rs
Numb3rs is een Amerikaanse televisieserie die het eerst werd uitgezonden in 2005 op CBS. De dramaserie is ontworpen door Nicolas Falacci en Cheryl Heuton en werd geproduceerd door de broers Ridley en Tony Scott. In Nederland was de serie te zien op SBS9.

## Verhaal
Wiskundige Charlie Eppes (David Krumholtz), helpt zijn broer FBI-agent Don misdaden op te lossen. Het programma richt zich ook op de relaties tussen Don Eppes en zijn broer Charlie Eppes en hun vader, Alan Eppes (Judd Hirsch), en over de inspanningen van de broers om misdaden te bestrijden, die zich gewoonlijk in Los Angeles voordoen. Iedere aflevering begint met een misdrijf, dat vervolgens wordt onderzocht door een team van FBI-agenten onder leiding van Don en wiskundig wordt beschreven door Charlie, met de hulp van Dr. Larry Fleinhardt (Peter MacNicol) en Amita Ramanujan (Navi Rawat). De inzichten die door de wiskundige vaardigheden van Charlie en Amita worden verkregen zijn van cruciaal belang voor het oplossen van de misdaad.

## Rolverdeling

### Hoofdrollen
- Rob Morrow - Don Eppes
- David Krumholtz - Charlie Eppes
- Judd Hirsch - Alan Eppes
- Alimi Ballard - David Sinclair
- Navi Rawat - Amita Ramanujan (naam is afgeleid van wiskundige Srinivasa Ramanujan
- Dylan Bruno - Colby Granger
- Diane Farr - Megan Reeves
- Peter MacNicol - Dr. Larry Fleinhardt